# Bernhardt-Formel
Die Bernhardt-Formel dient zur Berechnung der Obergrenze des Normalgewichts von Erwachsenen. Dabei wird die Körperlänge in Zentimetern mit dem mittleren Brustumfang in Zentimetern multipliziert und durch 240 dividiert. Das Ergebnis wird in Kilogramm angegeben.
Benannt ist sie nach dem Berliner Neuropathologen Martin Bernhardt (1844–1915).

## Beispiel
- Körperlänge = 180 cm
- Mittlerer Brustumfang = 100 cm

Obergrenze für Normalgewicht = (180 × 100) : 240 = 75 [kg]

## Quelle
- Roche Lexikon Medizin. 5. Aufl. Urban & Fischer, München u. Jena 2003.